# Psychotria japurensis
Psychotria japurensis är en måreväxtart som beskrevs av Johannes Müller Argoviensis. Psychotria japurensis ingår i släktet Psychotria och familjen måreväxter. Inga underarter finns listade i Catalogue of Life.